# 中国检察出版社
中国检察出版社是中华人民共和国的一家出版社，成立于1989年，由中华人民共和国最高人民检察院直接领导。主要出版法律专业工具书、案例、案例评析、理论专著、国外法律译著和法制宣传音像制品等。